# 楊公則
楊公則（445年—505年），字君翼，天水郡西县（今甘肃省天水市西南）人，南朝宋、南朝齊、南朝梁軍事人物、政治人物。

## 生平
楊公則之父楊仲怀参加豫州刺史殷琰之乱，劉勔討伐，楊仲怀在横塘战死。楊公則跟随楊仲怀在軍中，抱着父亲的遺体，气绝良久，劉勔把楊仲怀的首级还给了楊公則。楊公則徒步背負父亲遺体，归葬乡里，从此有名。初任員外散騎侍郎，梁州刺史范柏年推荐他为宋熙郡太守，兼白馬戍主。
氐人李烏奴作乱，攻打白馬。楊公則長期固守，矢尽粮绝而城陷。楊公則罵声不绝，李烏奴认为他是壮士，厚遇楊公則。楊公則假装接受李烏奴的籠絡，想要图谋他，计划败露，单騎逃归。梁州刺史王玄邈把这件事報告，蕭道成褒美楊公則，以楊公則担任晋寿郡太守，楊公則統治清廉。
永明年間，楊公則担任鎮北長流参軍，转任扶風郡太守。因母亲去世辞官。雍州刺史陈显达起为寧朔将軍，楊公則复领太守。490年（永明八年），荊州刺史蕭子響作乱，楊公則率軍进讨。乱平，转任武寧郡太守。在任七年，资无担石，百姓称便。入朝为前軍将軍。499年（永元元年），南康王蕭宝融担任荊州刺史，楊公則为西中郎中兵参軍。500年（永元二年），蕭衍起兵，蕭穎冑协同蕭衍，以楊公則为輔国将軍、西中郎諮議参軍，中兵参軍如故，率軍東進。湘州行事張宝積发兵自守，未知所附，楊公則軍至巴陵，回师南讨。楊公則大軍抵达白沙，張宝積惊恐，至軍門，归降楊公則，湘州平定。
501年（永元三年），和帝蕭宝融即位，楊公則任持節、都督湘州諸軍事、湘州刺史。蕭衍率軍抵达沔口，魯山城主孙乐祖、郢州刺史張沖继续抵抗蕭衍。楊公則率湘州軍至夏口与蕭衍本軍会合。荊州諸軍受楊公則节度，宗室萧颖达等都归属楊公則属下。楊公則進为征虏将军、左卫将军，持節、湘州刺史如故。
郢城平定，蕭衍命全軍即日東進。楊公則受命为先锋，連战連勝抵达建康。楊公則号令严明，秋毫不犯。蕭衍大軍抵达新林，楊公則把陣地从越城改到领军府垒北楼，与建康南掖门相对。经常登楼观察战况，城中射弩，矢貫胡床，左右大惊失色。楊公則学刘邦之语「几中吾脚」，談笑如初。萧宝卷选拔勇士夜間袭击楊公則陣地。楊公則军中惊扰，楊公則坚卧不起，然后命令迎击，萧宝卷軍撤退。楊公則所率士兵多湘州人。性怯懦，建康城内人请示。每次击，都是先攻打楊公則陣地。楊公則奖励湘州兵士，于是多获勝利。建康城平定後，周边治安恶化，城内出门的经常被剥夺。楊公則率麾下軍，列阵東掖門，護衛公卿士庶，出城者多依赖楊公則的营寨。進号左将軍，持節、湘州刺史如故。
建康被攻克，楊公則赴任湘州，征用的湘州士兵都可以回乡。502年（天监元年），進平南将軍，封寧都县侯。湘州战乱多年，民众流散，楊公則轻刑薄敛，不久，户口充复。为政虽无威严，但保持清廉、慎重的態度，官民大喜。湘州以賄賂求得州職之风横行，楊公則到任，改变習慣，任用州郡名族人材。蕭衍以为楊公則治理諸州的模範。
504年（天监三年），召還为中護軍，转任衛尉卿，加散騎常侍。505年（天监四年），梁朝计划北伐，楊公則假节先駐洛口。楊公則受命后患病，对亲人说：「昔廉颇、马援以年老见遗，犹自力请用。今国家不以吾朽懦，任以前驱，方于古人，见知重矣。虽临途疾苦，岂可僶俛辞事。马革还葬，此吾志也」，于是登舟赴任。到达洛口，寿春士女归降南梁之人数千户。北魏豫州刺史薛恭度派遣長史石荣为前锋接战，楊公則斩石荣，追击北至寿春，去城数十里才返軍。楊公則在軍中病故。享年六十一岁。追贈車騎将軍，谥号烈。

## 子
- 楊瞟（嗣爵，有罪剥奪爵位）
- 楊眺（庶長子，让爵，楊瞟被贬后，历数年而受爵）

## 延伸阅读
[在维基数据编辑]
 《梁書/卷10》，出自姚思廉《梁書》
 《南史·卷55》，出自李延壽《南史》